# Sinopotamon yangtsekiense
Sinopotamon yangtsekiense is een krabbensoort uit de familie van de Potamidae.